# Розподіл Леві
Помилка Lua у Модуль:Navbar у рядку 61: Неприпустима назва {{subst:PAGENAME}}.
В теорії ймовірностей і математичній статистиці, розподіл Леві — неперервний розподіл ймовірностей для невід'ємної випадкової величини, названий на честь французького математика Поля Леві. 
Цей розподіл є одним з кількох стійких розподілів, густина імовірності яких може бути записана аналітично. Іншими прикладами є нормальний розподіл і розподіл Коші.

## Визначення
Густина імовірності розподілу Леві на множині {\displaystyle x\geq \mu } визначається
{\displaystyle f(x;\mu ,c)={\sqrt {\frac {c}{2\pi }}}~~{\frac {e^{-{\frac {c}{2(x-\mu )}}}}{(x-\mu )^{3/2}}}}
де {\displaystyle \mu } — параметр розміщення, {\displaystyle c} — коефіцієнт масштабування. Функція розподілу ймовірностей:
{\displaystyle F(x;\mu ,c)={\textrm {erfc}}\left({\sqrt {c/2(x-\mu )}}\right)}
де {\displaystyle {\textrm {erfc}}(z)} — доповнююча функція помилок. Параметр {\displaystyle \mu } зміщує криву вправо на відстань {\displaystyle \mu }, змінюючи носій функції на множину [{\displaystyle \mu }, {\displaystyle \infty }). Як усі стійкі розподіли, розподіл Леві має стандартну форму f(x;0,1) з властивістю:
{\displaystyle f(x;\mu ,c)dx=f(y;0,1)dy\,}
де y визначено як
{\displaystyle y={\frac {x-\mu }{c}}\,}
Характеристична функція розподілу Леві визначається формулою:
{\displaystyle \varphi (t;\mu ,c)=e^{i\mu t-{\sqrt {-2ict}}}.}
Для {\displaystyle \mu =0}, the nth момент незміщеного розподілу Леві формально визначаються:
{\displaystyle m_{n}\ {\stackrel {\mathrm {def} }{=}}\ {\sqrt {\frac {c}{2\pi }}}\int _{0}^{\infty }{\frac {e^{-c/2x}\,x^{n}}{x^{3/2}}}\,dx}
Проте для всіх значень n > 0 інтеграл у формулі розбігається і моменти для розподілу є невизначеними. Твірна функція моментів формально визначається:
{\displaystyle M(t;c)\ {\stackrel {\mathrm {def} }{=}}\ {\sqrt {\frac {c}{2\pi }}}\int _{0}^{\infty }{\frac {e^{-c/2x+tx}}{x^{3/2}}}\,dx}
і розбігається для {\displaystyle t>0} і, відповідно, теж не є визначеною. 
Як і всі стійкі розподіли окрім нормального, для розподілу Леві характерний «важкий хвіст». Хвіст функції густини розподілу асимптотично поводиться як степенева функція:
{\displaystyle \lim _{x\rightarrow \infty }f(x;\mu ,c)={\sqrt {\frac {c}{2\pi }}}~{\frac {1}{x^{3/2}}}.}
Це легко побачити на графіку де функції густини для різних значень c при {\displaystyle \mu =0} показані в логарифмічному масштабі:

Функції густини розподілу Леві в лог-лог масштабі.

## Пов'язані розподіли
- Якщо {\displaystyle X\sim {\textrm {Levy}}(\mu ,c)\,} тоді {\displaystyle kX+b\sim {\textrm {Levy}}(k\mu +b,kc)\,}
- Якщо {\displaystyle X\,\sim \,{\textrm {Levy}}(0,c)} тоді {\displaystyle X\,\sim \,{\textrm {Inv-Gamma}}({\tfrac {1}{2}},{\tfrac {c}{2}})} (обернений гамма-розподіл)
- Розподіл Леві є частковим випадком розподілу Пірсона типу 5.
- Якщо {\displaystyle Y\,\sim \,{\textrm {Normal}}(\mu ,\sigma ^{2})} (нормальний розподіл) тоді {\displaystyle {(Y-\mu )}^{-2}\sim \,{\textrm {Levy}}(0,1/\sigma ^{2})}
- Якщо {\displaystyle X\sim {\textrm {Normal}}(\mu ,{\tfrac {1}{\sqrt {\sigma }}})\,} тоді {\displaystyle {(X-\mu )}^{-2}\sim {\textrm {Levy}}(0,\sigma )\,}
- Якщо {\displaystyle X\,\sim \,{\textrm {Levy}}(\mu ,c)} тоді {\displaystyle X\,\sim \,{\textrm {Stable}}(1/2,1,c,\mu )\,} (Стійкий розподіл)
- Якщо {\displaystyle X\,\sim \,{\textrm {Levy}}(0,c)} тоді {\displaystyle X\,\sim \,{\textrm {Scale-inv-}}\chi ^{2}(1,c)} (Масштабований обернений розподіл хі-квадрат)